# Турове (Дніпровський район)
Ту́рове — село в Україні, в Царичанській селищній громаді Дніпровського району Дніпропетровської області. Населення за переписом 2001 року складало 218 осіб. 

## Географія

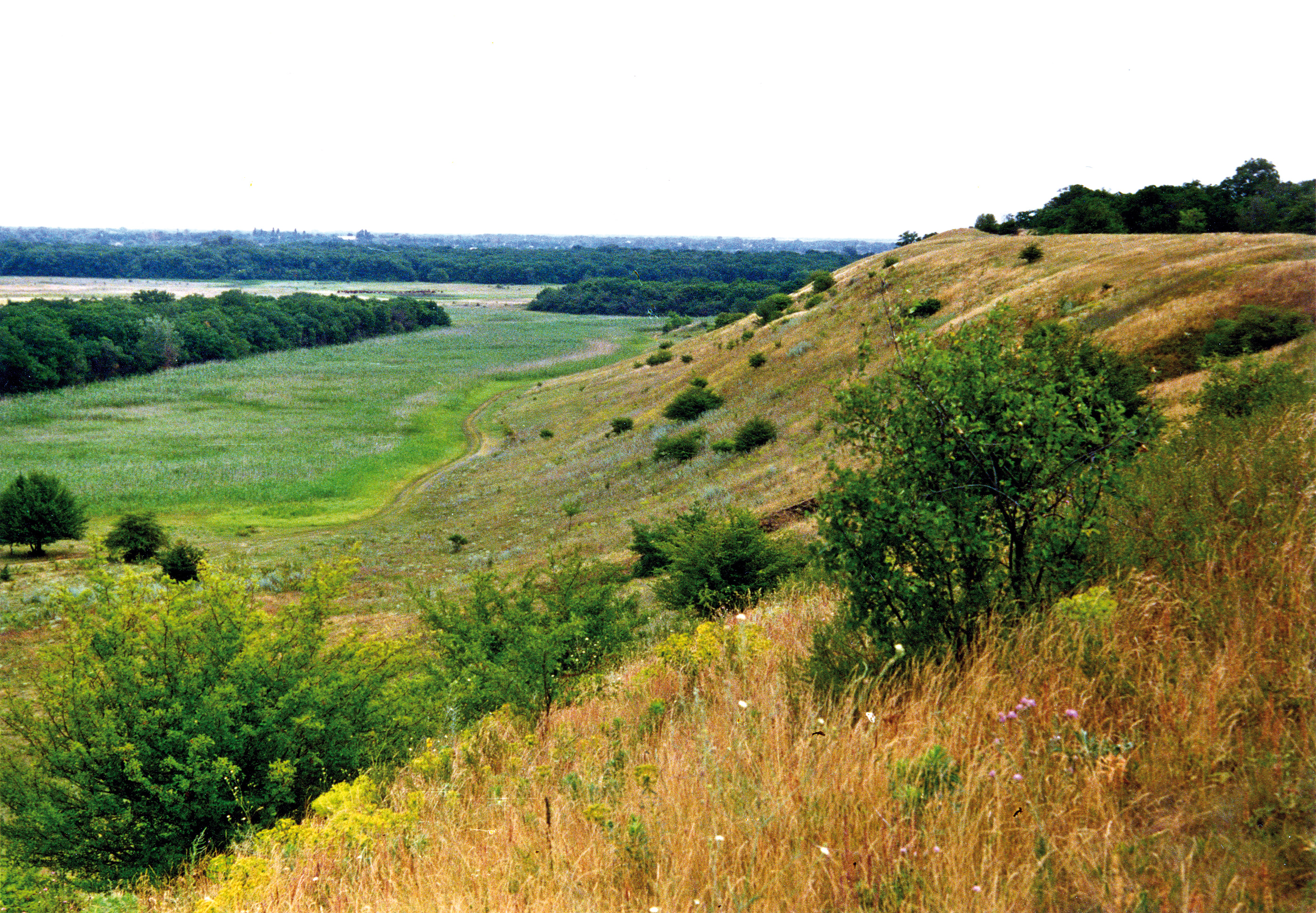
Схил Турової гори в урочищі "Лелія"

Село Турове знаходиться на правому березі річки Оріль, вище за течією на відстані 2,5 км розташоване село Помазанівка, нижче за течією на відстані 0,5 км розташований смт Царичанка, на протилежному березі — село Новостроївка. Річка в цьому місці звивиста, утворює лимани, стариці й заболочені озера.

## Пам'ятки
На північ від села розташована пам'ятка природи — Урочище Лелія.

## Населення

### Мова
Розподіл населення за рідною мовою за даними перепису 2001 року:
| Мова       | Відсоток |
| ---------- | -------- |
| українська | 92,7 %   |
| російська  | 7,3 %    |